# The Hill We Climb
The Hill We Climb est un poème de la poétesse américaine Amanda Gorman révélé par sa créatrice lors d'une lecture publique pendant la cérémonie d'investiture de Joe Biden à la présidence des États-Unis le 20 janvier 2021. Il est partiellement écrit en réaction à l'assaut du Capitole par des partisans de Donald Trump,. Amanda Gorman n'avait que vingt-deux ans lorsqu'elle a récité ce poème, ce qui fait d'elle la plus jeune poète à avoir initié une cérémonie d'investiture. 
Le poème a été écrit pour inviter à « l'unité, la collaboration et la collectivité » entre Américains et il insiste sur les occasions que le futur détient. The Hill We Climb a été grandement reconnu pour son message, sa beauté littéraire et sa transmission. Sa récitation est considérée par la plupart des critiques comme l'un des moments forts de la cérémonie d'investiture. La jeune femme a fait parler d'elle et a suscité de nombreuses réactions, notamment sur les réseaux sociaux, après la récitation de son poème. 

## Controverses au sujet de la traduction
Des controverses ont lieu au sujet de la traduction du poème dans certaines langues, en raison des différences entre Gorman et les traducteurs, notamment de couleur de peau.
Aux Pays-Bas, l'écrivaine Marieke Lucas Rijneveld est d'abord désignée par l'éditeur néerlandais du poème. Cependant, la décision de l'éditeur est critiquée pour plusieurs raisons, dont l'absence de connaissance par l'écrivaine du slam, sa maîtrise jugée insuffisante de l'anglais et, surtout, le problème du « surplomb de la pensée blanche », pour citer l'écrivaine Olave Nduwanje. L'activiste Janice Deul déclare ainsi que l'éditeur doit choisir plutôt « une jeune femme slameuse et fièrement noire », en raison de l'identité noire de Gorman. Le slameur belge néerlandophone Seckou Ouologuem affirme que la traduction de Rijneveld risque d'être « trop belle et trop propre », faute d'avoir eu des expériences semblables à celles de Gorman. Cependant, cette vision est contestée, par exemple par l'auteure et traductrice Gaea Schoeters, qui déclare craindre « que l’on tende vers une approche où seules les femmes pourraient traduire d’autres femmes, les Blancs d’autres Blancs, les Noirs d’autres Noirs ». Le traducteur André Markowicz critique également, dans une tribune au Monde, cette décision, comparant l'affaire avec la fois où un critique russe orthodoxe a écrit qu'il ne pouvait pas bien traduire Dostoïevski, puisque seul un orthodoxe pouvait comprendre l'auteur et « l'âme russe. » Markowicz déclare que la vision de Janice Deul est « le contraire absolu de la traduction, qui est, d'abord et avant tout, partage et empathie, accueil de l'autre, de ce qui n'est pas soi : ce que j'appelle reconnaissance ». « Lorsque ces interdits s'exercent dans le domaine de la traduction, domaine du passage, de la liberté assumée, de l'amitié portée à la parole d'autrui, ils atteignent un tel degré d'absurdité qu'ils agissent comme révélateurs ».
En Catalogne, le traducteur Victor Obiols, initialement désigné par la maison d'édition barcelonaise Univers pour traduire le poème, est finalement écarté par l'éditeur de la version originale ou par des agents de Gorman : « ils cherchaient un profil différent, celui d’une femme, jeune, activiste, et de préférence noire ». Obiols remarque : « C’est un sujet très complexe qu’on ne peut pas traiter avec légèreté. Mais si je ne peux pas traduire une poétesse car elle est une femme, jeune, noire, américaine du XXe siècle, alors je ne peux pas non plus traduire Homère, parce que je ne suis pas un Grec du VIIe siècle av. J.-C. ou je ne pourrais pas avoir traduit Shakespeare, parce que je ne suis pas un Anglais du XVe siècle ».